# Ucanal
Ucanal és un jaciment arqueològic maia precolombí localitzat al departament del Petén, al nord de Guatemala.

## Localització
Ucanal està situat al marge del riu Mopán. Es pot accedir a l'indret per la carretera que va de Flores a Melchor de Mencos, molt a prop de Tikalito, a 82 km al sud de Tikal.

## Història
El nom antic d'Ucanal era K'anwitznal, i fou un dels seus primers regents Ahau K'uk' o senyor Quetzal. La ciutat tenia vincles forts amb Tikal i, al s. VII de, també amb Caracol.
Ucanal fou atacada per la Kalomté Wac' Chanil Ahau o la Dama de Sis Cels que vivia a Naranjo al setembre - desembre de l'any 693 de. Poc més tard, al 695, l'1 de febrer, el senyor d'Ucanal Kinich Cab fou capturat pel regent de Naranjo, i on fou retingut fins al 22 de juny del 712. De llavors ençà Ucanal fou reduïda com a ciutat a vassallatge de Naranjo.
Anys després, al 800, el senyor Hok K'awil de Caracol capturà al senyor d'Ucanal. Durant les dècades següents un grup ètnic mestís maia-nàhuatl, provinent del Putum, omplí el buit de poder a Ucanal. Aquest grup no adorava al Déu Kukulkan. L'any 830, el senyor Chan Ek' Hopet situà Wat'ul Chatel com a vassall seu al Seibal, i ho enregistrà a l'Estela 11 d'aquest lloc.

## Descripció del jaciment
El jaciment arqueològic manté evidències de dos sistemes de rec artificials, un n'és un canal de 420 m de longitud, i l'altre de 370 m. Tots dos tenen 7 m d'ample. Hi ha a més cent catorze estructures a l'àrea principal i almenys cent cinquanta grups residencials. L'àrea protegida cobreix 1,6 km², però no hi són inclosos alguns grups i estructures menors. Hi ha temples i palaus, i dos jocs de pilota. Moltes esteles han estat destruïdes. Al jaciment es trobaren 22 esteles i setze altars.